# Icomera
Icomera AB ist ein schwedisches Telekommunikationsunternehmen mit Sitz in Göteborg. Es stattet für die Deutsche Bahn die ICE-Züge mit Internet aus.

## Geschichte
Icomera AB wurde 2003 gegründet und wuchs schnell und gilt heute als einer der führenden Anbieter für mobiles Internet für Busse, LKWs, Züge und andere Fahrzeuge mit konstantem Datenbedarf. Die schwedische Firma hat ihren Sitz in Göteborg. Icomera erweiterte seine Systeme mit einer Konnektivität zu den 3G Umsetzern und dem UMTS-Netzwerk.
Als Deutschlandpartner ist die Icomera Germany GmbH mit Sitz in Düsseldorf seit 2016 im Handelsregister registriert.
Im Mai 2017 wurde Icomera Teil der Engie Ineo Unternehmensgruppe. Seit dem Verkauf der Engie Dienstleistungstochter an Bouygues ist Icomera seit Dezember 2021 Teil der Equans.

## Applikationen
Icomera hat sich auf die Telekommunikationsinfrastruktur in Zügen spezialisiert und gehört in Europa zu der kleinen Zahl an Anbietern, die funktionstüchtige Kunden-Internetsysteme für Hochgeschwindigkeitszüge installieren. Die Firma baut des Weiteren Anlagen für Netzwerke und Sendetechnik für Radio und Fernsehsender.

### Britische Bahngesellschaften
Der National Express East Anglia (NXEA) und Greater Anglia setzen in ihren Zügen der Reihe Class 379 Electrostar WiFi-Systeme von Icomera ein. Heutzutage, Icomera wird in vielen anderen Zügen auch installiert.

### Deutsche Bahn
Nachdem die Deutsche Bahn AG 2015 die Kooperation mit der Deutschen Telekom und T-Systems für die Kommunikationsinfrastruktur inklusive Internet in ihren Zügen nicht verlängert hatte, suchte sie in einer europaweiten Ausschreibung einen Nachfolger. Diese gewann Icomera zusammen mit Ericsson. Die Firmen installierten als Neuerung ein Multi-Provider-System, weil ein Anbieter allein die Datenmenge nicht liefern kann. Die Modems des Systems sind deshalb mit SIM-Zugängen für alle deutschen Provider (Vodafone, Telefónica und Telekom) ausgestattet um sich mit den Funkzellen entlang der Strecke zu verbinden. Der Einbau der Systeme erfolgte ab Juli 2016 an Bord der 386 ICE-Züge.